# Gara Aleșd
Gara Aleșd este o stație de cale ferată care deservește Aleșd, județul Bihor, România.